# Ưng xám

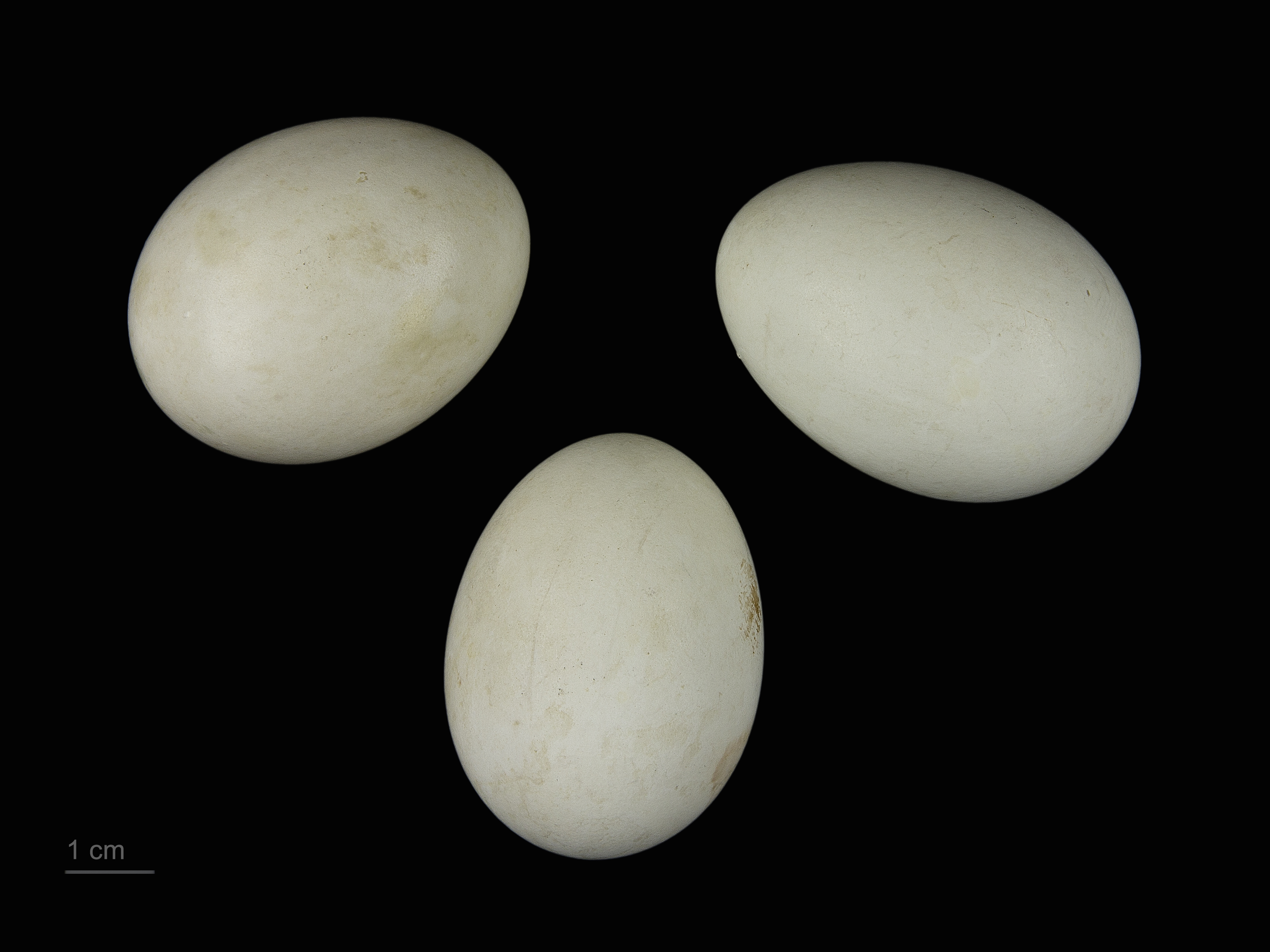
Accipiter badius

Ưng xám (danh pháp hai phần: Accipiter badius) là loài chim thuộc Họ Ưng (Accipitridae).. Đây là loài chim săn mồi nhỏ có chiều dài từ 26–30 cm. Chúng phân bố rộng rãi ở châu Á và châu Phi.

## Phân loài
- Accipiter badius cenchroides (Severtzov, 1873)
- Accipiter badius dussumieri (Temminck, 1824)
- Accipiter badius badius (Gmelin, 1788)
- Accipiter badius poliopsis (Hume, 1874)
- Accipiter badius sphenurus (Rüppell, 1836)
- Accipiter badius polyzonoides A. Smith, 1838